# 奇跡の香りダンス。
「奇跡の香りダンス。」（きせきのかおりダンス）は、松浦亜弥の12枚目のシングル。2004年1月28日に発売された。

## 概要
エフティ資生堂「ティセラ」イチコロベリー・チヤホヤチェリー（2004年）CMタイアップ曲。
カップリング曲は太陽とシスコムーンのカバー。

## 収録曲
全作詞・作曲：つんく
1. 奇跡の香りダンス。 [4:25]
編曲：鈴木Daichi秀行
2. 宇宙でLa Ta Ta [4:28]
歌：松浦亜弥 with 稲葉貴子
編曲：河野伸
3. 奇跡の香りダンス。(Instrumental) [4:25]

## 参加ミュージシャン
奇跡の香りダンス。
- プログラミング&ギター：鈴木Daichi秀行
- ギター：こーじ
- コーラス：松浦亜弥・つんく

宇宙でLa Ta Ta
- キーボード&プログラミング：河野伸
- ベース：笹本安詞
- パーカッション：三沢泉
- ストリングス：金原千恵子ストリングス
- コーラス：稲葉貴子・つんく